# Seznam dílů seriálu Věřte nevěřte
Toto je seznam dílů seriálu Věřte nevěřte. Americký televizní seriál Věřte nevěřte produkovala společnost Dick Clark Productions pro televizi Fox. Každý díl představoval pět epizod: některé ryze fikční a některé založené na pravdě. Divák měl odhadnout, zda je příběh pravdivý či ne. Na konci každé epizody bylo odtajněno, které příběhy byly pravdivé (v seznamu vypsané tučně). Seriál moderoval James Brolin a později Jonathan Frakes. Věřte nevěřte vysílala stanice Fox v letech 1997 a 1998 a další dvě řady byly doplněny v letech 2000 a 2002. V Česku seriál poprvé uvedla TV Prima, naposledy ho vysílala od 15. dubna 2007 televize Prima a od 27. června 2012 ho v reprízách na obrazovky vrátila TV Barrandov.
Na podzim roku 2021 bylo oznámeno, že se objeví nové příběhy pořadu. Díly produkovala německá stanice RTL II, moderoval je Jonathan Frakes a vysílaly se 31. října 2021 a 30. října 2022. Natáčelo se v USA a Německu.
Celkově bylo z 239 příběhů 139 příběhů pravdivých a 100 příběhů vymyšlených.

## Přehled řad
| Řada | Díly | Premiéra v USA  | Premiéra v USA    | Premiéra na TV Prima | Premiéra na TV Prima | Repríza na TV Barrandov | Repríza na TV Barrandov |
| Řada | Díly | První díl       | Poslední díl      | První díl            | Poslední díl         | První díl               | Poslední díl            |
| ---- | ---- | --------------- | ----------------- | -------------------- | -------------------- | ----------------------- | ----------------------- |
| 1    | 6    | 25. května 1997 | 3. srpna 1997     | 1999                 | vysíláno             | 27. června 2012         | 1. srpna 2012           |
| 2    | 13   | 23. ledna 1998  | 24. července 1998 | vysíláno             | vysíláno             | 8. srpna 2012           | 31. října 2012          |
| 3    | 13   | 19. května 2000 | 18. srpna 2000    | 5. září 2001         | 28. listopadu 2001   | 7. listopadu 2012       | 6. února 2013           |
| 4    | 13   | 27. června 2002 | 5. září 2002      | vysíláno             | vysíláno             | 12. února 2013          | 22. května 2013         |
| 5    | 3    | 31. října 2021  | 30. října 2022    | nebylo vysíláno      | nebylo vysíláno      | nebylo vysíláno         | nebylo vysíláno         |

## Seznam dílů

### První řada (1997)
| Č. v seriálu | Č. v řadě | Příběhy                                                                             | Premiéra v USA  | Repríza na TV Barrandov | Sledovanost (v mil.)   |
| ------------ | --------- | ----------------------------------------------------------------------------------- | --------------- | ----------------------- | ---------------------- |
| 1            | 1         | Žena v zrcadle • Elektrické křeslo • Rodinné setkání • Mstící kulka • Dům snů       | 25. května 1997 | 27. června 2012         | 0,23                   |
| 2            | 2         | Pohřební ústav • Metro • Příšera ve skříní • Svědek u soudu • Traktor               | 1. června 1997  | 4. července 2012        | 0,22[nedostupný zdroj] |
| 3            | 3         | Vyvolávaní duchů • Tlusťoch a televize • Vdova • Imaginární kamarád • Výzva v rádiu | 8. června 1997  | 11. července 2012       | 0,25[nedostupný zdroj] |
| 4            | 4         | E-mail • Děsivá jízda • Tajemství rodinné hrobky • Wheezer • Neznámý pacient        | 15. června 1997 | 18. července 2012       | 0,24[nedostupný zdroj] |
| 5            | 5         | Loutka • Super méďa • Záhadný zámek • Dům na Baker Street • Vlak                    | 22. června 1997 | 25. července 2012       | 0,27[nedostupný zdroj] |
| 6            | 6         | Svíčka • Bufet • Trezor • Růžová záhrada • Džíp                                     | 3. srpna 1997   | 1. srpna 2012           | 0,25[nedostupný zdroj] |

### Druhá řada (1998)
| Č. v seriálu | Č. v řadě | Příběhy                                                                                   | Premiéra v USA    | Repríza na TV Barrandov | Sledovanost (v mil.)   |
| ------------ | --------- | ----------------------------------------------------------------------------------------- | ----------------- | ----------------------- | ---------------------- |
| 7            | 1         | Letadlo • Zbraň • Portrét • Propustka • Volající                                          | 23. ledna 1998    | 8. srpna 2012           | 0,21[nedostupný zdroj] |
| 8            | 2         | Požární stanice 32 • Počítač • Dívka od vedle • Peněženka • V lese                        | 30. ledna 1998    | 15. srpna 2012          | 0,25[nedostupný zdroj] |
| 9            | 3         | Stěna • Tabule • Únik • Recept • Letní tábor                                              | 6. února 1998     | 22. srpna 2012          | 0,31[nedostupný zdroj] |
| 10           | 4         | Zápasník • Útěk • Černý pátek • Návštěva ze záhrobí • Dáma v černém                       | 13. února 1998    | 29. srpna 2012          | 0,34                   |
| 11           | 5         | Dálková světla • Mightyman • Student • Čmáranice • Count Mystery                          | 27. února 1998    | 5. září 2012            | 0,31                   |
| 12           | 6         | Půda • Titan • Deník • Město vzpomínek • Dům na Barry Avenue                              | 6. března 1998    | 12. září 2012           | 0,27                   |
| 13           | 7         | Mumie • Záznam bez poskvrnky • Posezení u hrobu • Vražda v prvním patře • Odtáhli mi auto | 20. března 1998   | 19. září 2012           | 0,32                   |
| 14           | 8         | Kirby • Stopy v prachu • Polda z Malibu • Zpěv radosti • Napoleonovo křeslo               | 3. dubna 1998     | 26. září 2012           | 0,35                   |
| 15           | 9         | Rock and Rollové uši • Konev • Družička • Hlas ze záhrobí • Šachová partie                | 17. dubna 1998    | 3. října 2012           | 0,31                   |
| 16           | 10        | Motorka • Slepecký pes • Lovci jelenů • Kletba domorodců • Partička karet                 | 24. dubna 1998    | 10. října 2012          | 0,36                   |
| 17           | 11        | Šťastná cesta • Muž ve staré Fordce • Sólokapr • Anděl na palubě • Buenos Dias            | 1. května 1998    | 17. října 2012          | 0,37                   |
| 18           | 12        | Kolotoč • Rudooký přízrak • Autobazar • Kamera • Grafiti                                  | 17. července 1998 | 24. října 2012          | 0,36[nedostupný zdroj] |
| 19           | 13        | Varování • Autobusová zastávka • První pomoc • Ochránce • Dárek                           | 24. července 1998 | 31. října 2012          | 0,35[nedostupný zdroj] |

### Třetí řada (2000)
| Č. v seriálu | Č. v řadě | Příběhy                                                                                         | Premiéra v USA    | Premiéra na TV Prima | Repríza na TV Barrandov | Sledovanost (v mil.)   |
| ------------ | --------- | ----------------------------------------------------------------------------------------------- | ----------------- | -------------------- | ----------------------- | ---------------------- |
| 20           | 1         | Ranní nevolnost • Prokletý Hampton Manor • Voskový kat • Krevní banka • Kroužky                 | 19. května 2000   | 5. září 2001         | 7. listopadu 2012       | 0,34[nedostupný zdroj] |
| 21           | 2         | Vypečený tatínek • Město duchů • Šicí stroj • Náměsíčník • Pračka na peníze                     | 26. května 2000   | 12. září 2001        | 14. listopadu 2012      | 0,30                   |
| 22           | 3         | Vysoké otáčky • Dvě sestry • Zatmění • Skříň na led • Slezina                                   | 2. června 2000    | 19. září 2001        | 21. listopadu 2012      | 0,34                   |
| 23           | 4         | Všeuměl • Anatol • Kouzelný make-up • Šroubovák • Charlie                                       | 16. června 2000   | 26. září 2001        | 28. listopadu 2012      | 0,38                   |
| 24           | 5         | Noční můra • Násilník • Auto snů • Aranžér • Pohřeb                                             | 23. června 2000   | 3. října 2001        | 5. prosince 2012        | 0,32                   |
| 25           | 6         | Děsivý komiks • Kapsář Louie • Kvílení • Paní domácí • Kletba                                   | 30. června 2000   | 10. října 2001       | 12. prosince 2012       | 0,38                   |
| 26           | 7         | 21 • Spropitné • Dort • První provinění • Zrcadlo pravdy                                        | 7. července 2000  | 17. října 2001       | 19. prosince 2012       | 0,36                   |
| 27           | 8         | Tanec na cestu • Hrací skříňka • Dvě ku jedné • Dívka v nesnázích • Roh smrti                   | 14. července 2000 | 24. října 2001       | 2. ledna 2013           | 0,33                   |
| 28           | 9         | Nález • Zlaté tágo • Agent FBI • Hrobařova Nemesis • Poslední rozloučení                        | 21. července 2000 | 31. října 2001       | 9. ledna 2013           | 0,34                   |
| 29           | 10        | Ďábelské tetování • Papírový muž • Krvavá ruka • Řekni, kde ti hrdinové jsou • Válečné přebytky | 28. července 2000 | 7. listopadu 2001    | 16. ledna 2013          | 0,31                   |
| 30           | 11        | Před svatbou • Halloween • Pusinka • Vzrušení v Motelu 66 • Přelud stopaře                      | 4. srpna 2000     | 14. listopadu 2001   | 23. ledna 2013          | 0,39                   |
| 31           | 12        | E-mail • Dárce krve • Náhrobní kámen • Spravuj včas • Voják                                     | 11. srpna 2000    | 21. listopadu 2001   | 30. ledna 2013          | 0,31                   |
| 32           | 13        | Connie • Pozitivní identifikace • Řidič kamionu • Rodinná sešlost • Nový dům                    | 18. srpna 2000    | 28. listopadu 2001   | 6. února 2013           | 0,32                   |

### Čtvrtá řada (2002)
| Č. v seriálu | Č. v řadě | Příběhy                                                                                     | Premiéra v USA    | Repríza na TV Barrandov | Sledovanost (v mil.) |
| ------------ | --------- | ------------------------------------------------------------------------------------------- | ----------------- | ----------------------- | -------------------- |
| 33           | 1         | Ďáblův podpis • Diplomy na objednávku • Trafika • Vražda Roye Hennesseyho • Záhadní cizinci | 27. června 2002   | 12. února 2013          | 0,25                 |
| 34           | 2         | Literární agent • Duch z hrobky • Panenka • Hubertova kletba • Sdílená vize                 | 27. června 2002   | 20. února 2013          | 0,21                 |
| 35           | 3         | Mimo provoz • Když jsem byl velký • Chamtivec • Sedm hodin smůly • Tajemství mincí          | 4. července 2002  | 27. února 2013          | 0,29                 |
| 36           | 4         | Druhý zrak • Pouto • Odbočka do neznáma • Kdo jsem byl • Jste další                         | 4. července 2002  | 6. března 2013          | 0,25                 |
| 37           | 5         | Dům stínů • Na šikmé ploše • Veterán • Vidění • Hrob                                        | 11. července 2002 | 13. března 2013         | 0,23                 |
| 38           | 6         | Pokoj • Malý umělec • Meteorolog • Komik • Pokoj 245                                        | 18. července 2002 | 20. března 2013         | 0,22                 |
| 39           | 7         | Věnec • Noc hrůzy • Portrét • Kandidát • Prsten                                             | 25. července 2002 | 27. března 2013         | 0,27                 |
| 40           | 8         | Svíčka • Květinová porota • Rádce • Staré kolo • Učitel hudby                               | 1. srpna 2002     | 3. dubna 2013           | 0,31                 |
| 41           | 9         | Bohatá vdova • Svědectví • Nehoda • Zlé sny • Síla ducha                                    | 8. srpna 2002     | 10. dubna 2013          | 0,32                 |
| 42           | 10        | Moonstruck beach • Ruce které hojí • Výlet do Aspenu • Noční tvor • Kradené auto            | 15. srpna 2002    | 17. dubna 2013          | 0,30                 |
| 43           | 11        | Záhada Douglase Hibbarda • Vozíčkář • Vigílie • Mandarínova mísa • Námezdný spisovatel      | 22. srpna 2002    | 24. dubna 2013          | 0,32                 |
| 44           | 12        | Svědci vraždy • Ruleta • Frenologická hlava • Most • Krabice na doutníky                    | 29. srpna 2002    | 15. května 2013         | 0,25                 |
| 45           | 13        | Ruka • Potlučená panenka • Pokerová spravedlnost • Nad mraky • Spořič obrazovky             | 5. září 2002      | 22. května 2013         | 0,25                 |

### Návrat (2021–2022)
Tato řada měla premiéru v Německu na halloween 2021. Na rozdíl od předchozích řad se jednotlivé části natáčely a odehrávaly v Německu, zatímco úvody Jonathana Frakese byly nahrány v Los Angeles. V seriálu se objevuje více osobností německých médií, například Gronkh.
| Č. v seriálu | Č. v řadě | Příběhy                                                                      | Premiéra v Německu |
| ------------ | --------- | ---------------------------------------------------------------------------- | ------------------ |
| 46           | 1         | Šťastná čísla • Všechno má své místo • Svíčka v lese • Probuzení talentu     | 31. října 2021     |
| 47           | 2         | Třetí rande • Bezhlavý jezdec • Obchod pana Changa • Šťastný smolař • Hickey | 30. října 2022     |
| 48           | 3         | Jeptiška • Satanská spojka • Gettysburg • Ztracen v lese • Autor             | 30. října 2022     |